# Rudauli
Rudauli es  una ciudad y municipio situado en el distrito de Ayodhya en el estado de Uttar Pradesh (India). Su población es de 43091 habitantes (2011).

## Demografía
Según el  censo de 2011 la población de Rudauli  era de 43091 habitantes, de los cuales 22448 eran hombres y 20643 eran mujeres. Rudauli tiene una tasa media de alfabetización del 63,75%, inferior a la media estatal del 67,68%: la alfabetización masculina es del 68,48%, y la alfabetización femenina del 58,70%.